# Szymon Gonet
Szymon Gonet (ur. 1868 w Krakowie, zm. 1932 w Krośnie) – folklorysta. Od 1885 roku pracował jako nauczyciel w okolicach Wadowic (Inwałd, Sułkowice, Spytkowice), później jako inspektor w Przeworsku i Krośnie (1913-1928).

## Życiorys
Od 1896 roku współpracował z "Ludem", publikując w nim szereg materiałów na temat gwar podwadowickich, wierzeń, podań, zagadek, parodii i andgdot.

## Publikacje
- Kilka szczegółów z wierzeń ludu, "Lud", t. 2:1896,
- Strzygonie, "Lud", t. 3:1897,
- Wierzenia ludowe w Suchej, "Lud", 16:1910,
- Rękawka i skały Twardowskiego w Podgórzu, "Lud", t. 3:1897,
- Zagadki ludowe z okolic Andrychowa, "Lud", t. 9:1903,
- Przedrzeźnianie pacierza, "Lud", t. 10:1904,
- Kurski pacierz, "Lud", t. 14:1908,
- Wybór burmistrza w Czchowie, "Lud", t. 9:1903,
- Widowiska w czasie świąt Bożego Narodzenia (Sucha, powiat Żywiec), "Lud", t. 9:1903,
- Gadki z Inwałdu w okolicy Andrychowa, "Lud", t. 19:1913.,
- Opowiadania ludowe z okolic Andrychowa, MAAE, t. 4:1900.